# Força Aèria Afganesa
La Força Aèria Afganesa (en paixtu:د افغانستان هوائي ځواک) (en darí: قوای هوائی افغانستان) també anomenada Força Aèria de l'Exèrcit Nacional Afganès, és un dels set cossos que componen l'Exèrcit Nacional Afganès, responsable de la defensa i guerra aèria. La Força Aèria Afganesa originalment es va establir el 1924, però en la dècada de 1990 va ser considerablement reduïda mentre el país sofria una guerra civil. La ANAAF va ser reconstruïda i modernitzada per la Combined Air Power Transition Force, part del Combined Security Transition Command-Afghanistan liderada pels Estats Units.

## Aeronaus i equipament
La Força Aèria Afganesa compta amb les següents unitats:
| Aeronau               | Origen         | Tipus                                    | Versions | En servei | Imatges |
| Avions                | Avions         | Avions                                   | Avions   | Avions    | Avions  |
| --------------------- | -------------- | ---------------------------------------- | -------- | --------- | ------- |
| Pilatus PC-12         | Suïssa         | Avió d'enllaç                            | PC-12    | 18        |         |
| Embraer Super Tucano  | Brasil         | Avió d'atac a terra i Avió d'entrenament | A-29     | 15        |         |
| Cessna 208 Caravan    | Estats Units   | Avió d'enllaç i Avió d'entrenament       | C-208    | 25        |         |
| Cessna 182 Skylane    | Estats Units   | Avió d'enllaç i Avió d'entrenament       | C-182    | 6         |         |
| C-130 Hercules        | Estats Units   | Avió de transport militar                | C-130    | 4         |         |
| Boeing 727            | Estats Units   | Avió de transport VIP                    | 727      | 1         |         |
| Helicòpters           |                |                                          |          |           |         |
| Mil Mi-17             | Unió Soviètica | Helicòpter de transport militar          | Mi-17    | 82        |         |
| MD Helicopters MD 500 | Estats Units   | Helicòpter armat                         | MD 530F  | 29        |         |
| Mil Mi-24             | Unió Soviètica | Helicòpter d'atac                        | Mi-35    | 11        |         |
| Bell UH-1             | Estats Units   | Helicòpter de transport militar          | UH-1     | 10        |         |
| Aerospatiale Lama     | França         | Helicòpter de reconeixement militar      | AS315B   | 3         |         |

## Galeria d'imatges

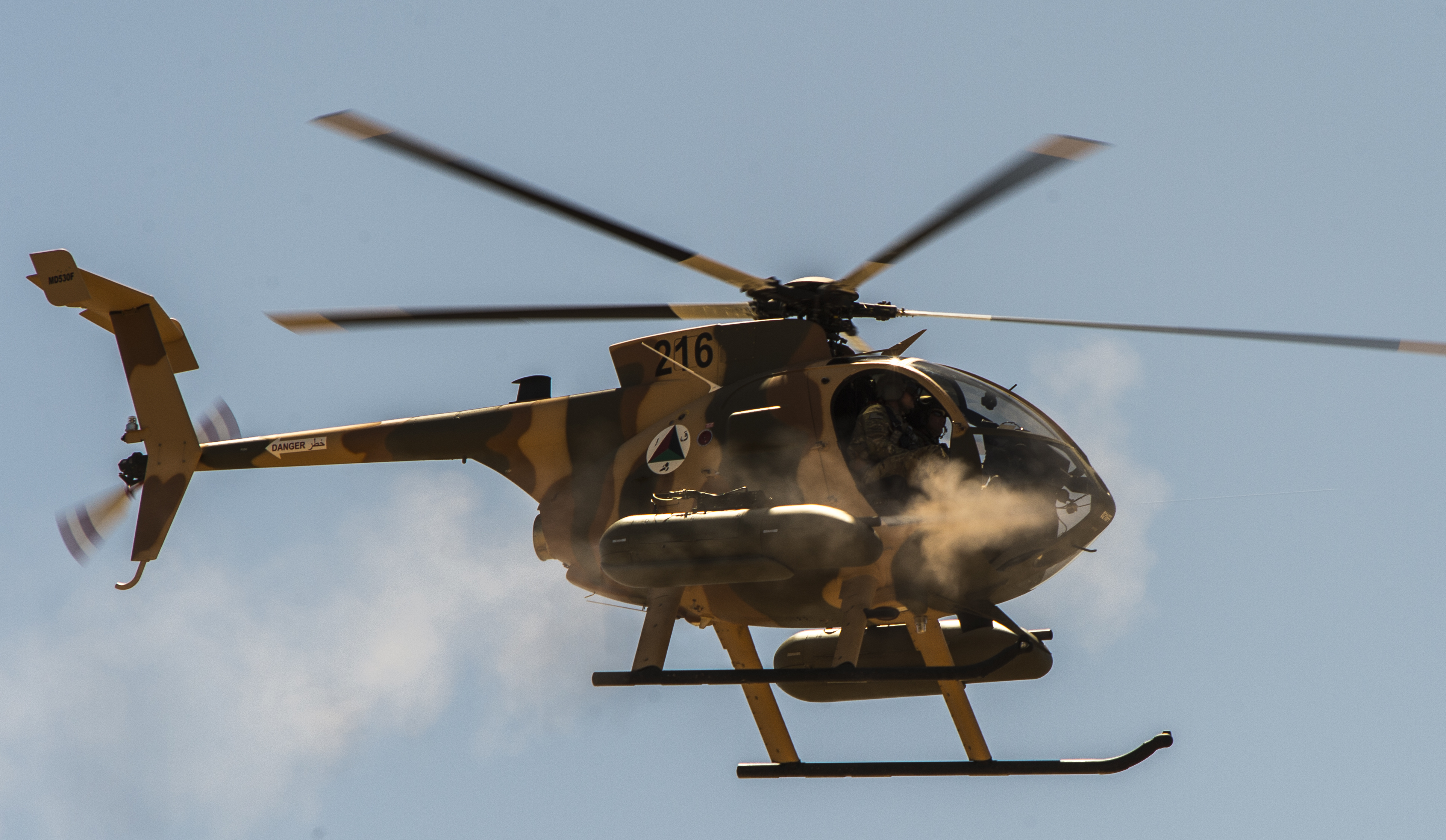
MD Helicopters MD 530F
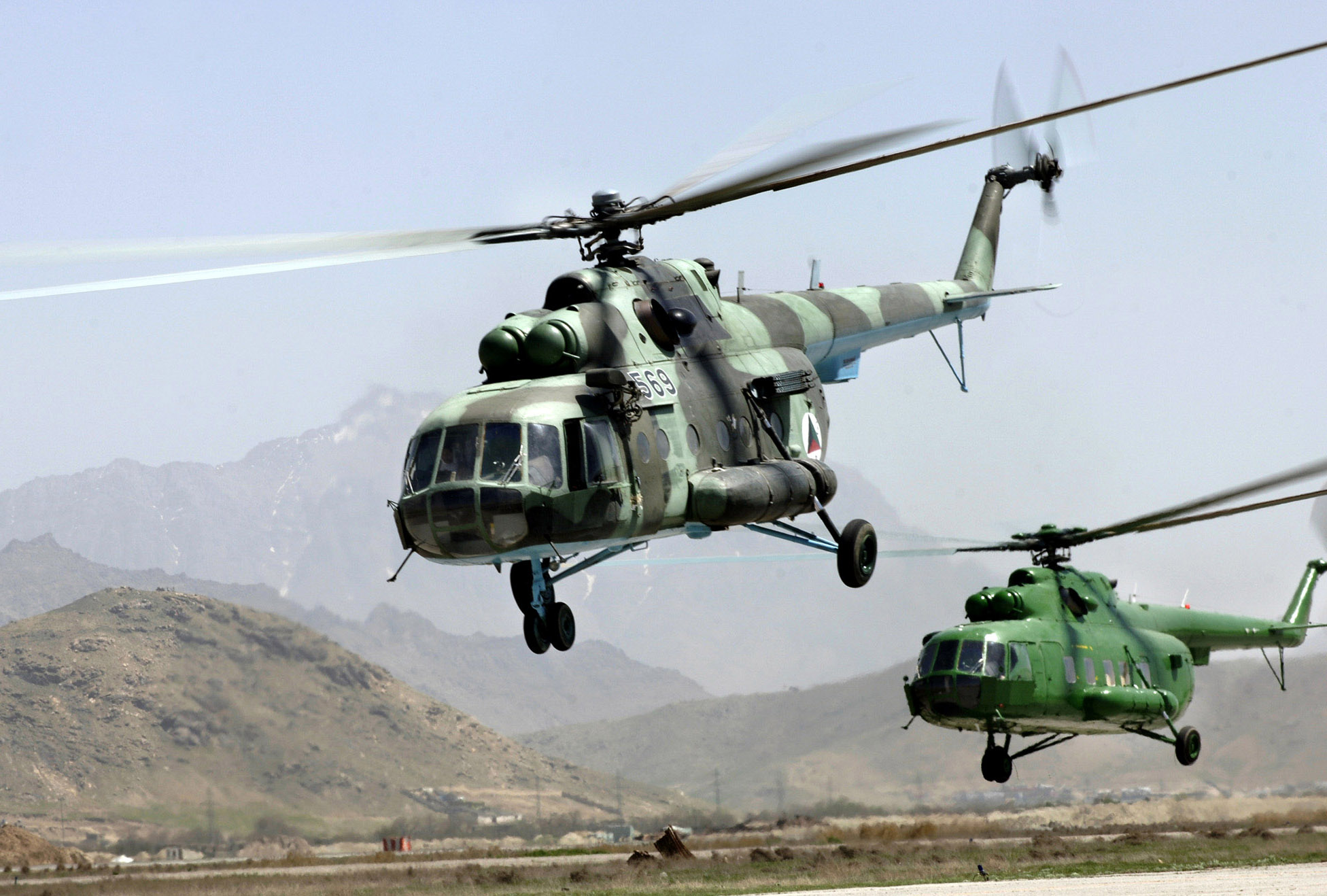
Mil Mi-17 afganesos.